# بسنباخ
بسنباخ (به آلمانی: Bessenbach) یک شهر در آلمان است که در آشافنبورگ واقع شده‌است. بسنباخ ۵٬۹۲۹ نفر جمعیت دارد.

## خواهرخوانده
شهرهای Dury, Saint-Fuscien و Sains-en-Amiénois خواهرخوانده‌های بسنباخ هستند.